# 1017 Jacqueline
1017 Jacqueline è un asteroide della fascia principale del diametro medio di circa 37,65 km. Scoperto nel 1924, presenta un'orbita caratterizzata da un semiasse maggiore pari a 2,6061617 UA e da un'eccentricità di 0,0769972, inclinata di 7,93805° rispetto all'eclittica.
Il suo nome è in onore di Jacqueline Zadoc-Kahn, un'amica dello scopritore.